# Арон (Алије)
Арон (фр. Arronnes) насеље је и општина у централној Француској у региону Оверња, у департману Алије која припада префектури Виши.
По подацима из 2011. године у општини је живело 364 становника, а густина насељености је износила 14,0 становника/km². Општина се простире на површини од 26 km². Налази се на средњој надморској висини од 300 метара (максималној 597 m, а минималној 330 m).

## Демографија
| 1962. | 1968. | 1975. | 1982. | 1990. | 1999. | 2011. |
| ----- | ----- | ----- | ----- | ----- | ----- | ----- |
| 316   | 375   | 329   | 329   | 299   | 332   | 364   |

График промене броја становника у току последњих година